# Tonoas
Tonoas (conosciuta anche come Tonowas) è un atollo delle Isole Caroline. Amministrativamente è una municipalità del Distretto Nomoneas Meridionali, di Chuuk, uno degli Stati Federati di Micronesia. 
Ha una superficie di 8,8 km² e una popolazione di 3.820.
Chiamata dagli spagnoli Dublon, fu occupata dal Giappone durante il secondo conflitto mondiale.